# 양준 (서진)
양준(楊駿, ? ~ 291년) 중국 서진의 정치가로 자는 문장(文長)이며, 홍농군 화음현(華陰縣) 사람이다. 후한의 시중(侍中) 양중(楊衆)의 후손이며 조위의 통사랑(通事郞) 양병의 동생이고 양요·양제의 형이다.

## 생애
진군장군을 지내다가 276년에 딸 무도황후가 황후가 되면서 거기장군으로 임명되면서 임진후에 책봉되었다. 양준은 교만하고 스스로 성공했다고 생각했다가 호분에게 비판을 받았다.
이후 동생 양요, 양제와 함께 높은 관직에 있으면서 그 권력이 대단해 당시 삼양(三楊)이라 불릴 정도였다.
289년, 여남왕 사마량을 꺼려해 조정에서 쫓아냈다.
290년, 사마염이 중서에게 조서를 만들게 해 사마량과 함께 보정하게 하자 조서를 빌렸다가 이를 감췄다. 무도황후가 양준에게 보정하도록 하면서 4월 12일에 태위, 태자태부, 도독중외제군사, 시중, 녹상서사로 임명되어 전권을 장악했다.
얼마 안 가 사마염이 죽자 양준이 태극전에서 살면서 호분무사 100여 명에게 자신을 호위하게 했으며, 어떤 사람이 사마량이 병사를 일으켜서 자신을 토벌할 것이라고 고발하자 이를 무도황후에게 얘기하면서 석감과 생질인 장소를 시켜 사마량을 토벌하도록 명령했다. 동생 양제와 하남윤 이빈 등이 사마량을 경사에 머무르게 하거나 양제가 종실과 외척이 서로 믿어야 편안하다고 했지만 이를 무시했으며, 스스로 평판이 좋지 않은 것을 알고 조예가 즉위했던 때를 본떠 모든 관원의 봉작을 높여 환심을 사려고 했다.
모든 신하들을 1등급, 상사에 참여한 사람은 2등급, 2천석 이상의 관리들에게는 모두 관중후에 책봉해 세금인 조조를 1년간 면해주도록 했으며, 산기상시 석숭, 산기시랑 하반 등이 이를 반대하는 상소를 올렸지만 무시했다. 또한 태부, 대도독, 가황월, 녹조정을 맡아 백관들이 모두 알아서 그에게 보고할 정도였다. 부함이 황제가 상을 당한 후에 갖는 복상 기간인 양암을 시행하도록 주장했지만 이를 무시했으며, 부함이 자주 간언하자 군수로 내쫓으려다가 이빈의 반대로 중지했다.
가남풍을 꺼려하면서 가남풍의 생질인 단광을 산기상시로 삼았으며, 자신의 생질인 장소를 중호군으로 삼았다. 양준이 정사를 처리했지만 괴팍하게만 해 대부분의 사람들이 이를 싫어했으며, 손초가 양준에게 공명정대하고 순리대로 처리해야 한다면서 종실이 강성한데도 그들과 논의하지 않으니 화가 이르는 것이 얼마 안 남았다고 충고했지만 이를 무시했다. 흉노의 동부 지역에 사는 왕창을 등용하려고 했지만 왕창이 기피했다.
291년, 맹관과 이조 등이 모반했다고 무고하자 관직을 철폐해 후작의 지위만을 가져 집에 가 있도록 했다.
동안왕 사마요 등이 양준을 토벌하려고 할 때 양준은 조상의 집에 살면서 궁궐 안에서 변고가 일어난 것을 알고 많은 관리를 불러 이를 논의했으며, 태부주부 주진이 운용문에 불을 질러 그들을 위협하고 이 일을 만든 사람을 색출하면서 만춘문을 열고 동궁과 밖에 있는 병영의 군사를 이끌고 황태자를 옹호해 궁궐로 들어가서 반대파들의 목을 베어서 보내라고 지시했다.
그러나 양준은 평소에 겁이 많고 나약해 결정을 짓지 못하다가 운용문은 조예가 만든 것이고 그 노력과 비용이 아주 많이 든 것인데 어찌 그것에 불을 지르냐면서 반대했으며, 양준은 결국 궁중의 군사들의 공격을 받아 집이 불에 타면서 마구간으로 도망가다가 붙잡혀 참수당했고 그의 동생들과 삼족이 멸족되었다.

## 같이 보기
- 양병
- 양수
- 무원황후
- 양제
- 무도황후
- 양진
- 양표